# Sturgis (Dakota Południowa)
Sturgis – miasto w Stanach Zjednoczonych, w stanie Dakota Południowa, siedziba administracyjna hrabstwie Meade.